# Embrió

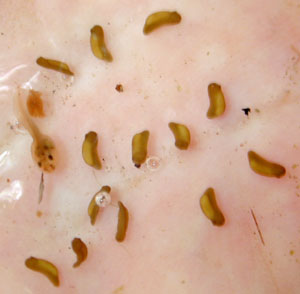
Embrions (i un capgròs) de la granota arrugada japonesa (Rana rugosa)

Un embrió (del grec: έμβρυον) és una etapa inicial del desenvolupament d'un organisme pluricel·lular. En els organismes que es reprodueixen sexualment, el desenvolupament embrionari és la part del cicle vital que comença just després de la fecundació de l'⁣òvul femení per part de l'⁣espermatozoide masculí. La fusió resultant d'aquestes dues cèl·lules produeix un zigot unicel·lular que pateix moltes divisions cel·lulars que produeixen cèl·lules conegudes com a blastòmers. Els blastòmers es disposen com una bola sòlida que en arribar a una mida determinada, anomenada mòrula, agafa fluid per crear una cavitat anomenada blastocel. L'estructura s'anomena blàstula, o blastocist en mamífers.
El blastocist dels mamífers eclosiona abans d'implantar-se al revestiment endometrial de l'⁣úter. Un cop implantat l'embrió continuarà el seu desenvolupament a través de les següents etapes de gastrulació, neurulació i organogènesi. La gastrulació és la formació de les tres capes germinals que formaran totes les diferents parts del cos. La neurulació forma el sistema nerviós, i l'organogènesi és el desenvolupament de tots els diferents teixits i òrgans del cos.
Un ésser humà que es comença a desenvolupar es coneix normalment com a embrió fins a la novena setmana després de la concepció, moment des del qual es coneix com a fetus. En altres organismes pluricel·lulars, la paraula "embrió" es pot utilitzar de manera més àmplia per a qualsevol etapa primerenca de desenvolupament o cicle de vida abans del naixement o l'eclosió. En les plantes, l'embrió de forma part de la llavor. Un cop l'embrió comença a germinar, creix fora de la llavor i s'anomena plàntula.

## Etimologia
La paraula embryon deriva del llatí medieval embryo, que al seu torn procedeix del grec embruon, lit. "jove", que és el neutre de ἔμβρυος (embruos), lit. "en creixement", que al seu torn procedeix de ἐν (en), "dins" i βρύω (bruō), "inflar-se, estar ple"; la forma pròpiament llatinitzada del terme grec seria embryum.

## Desenvolupament

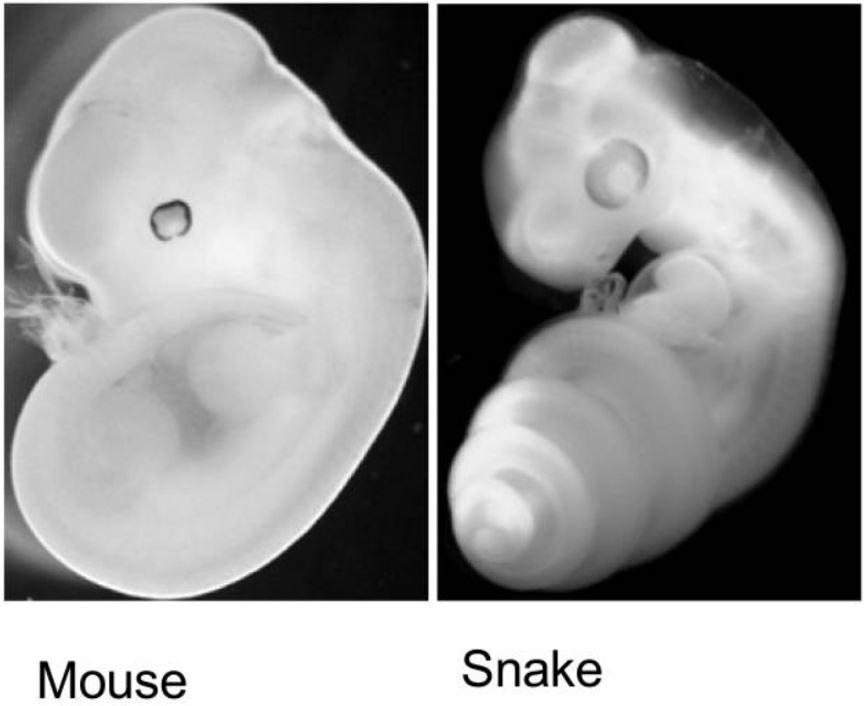
Embrions de ratolí i serp

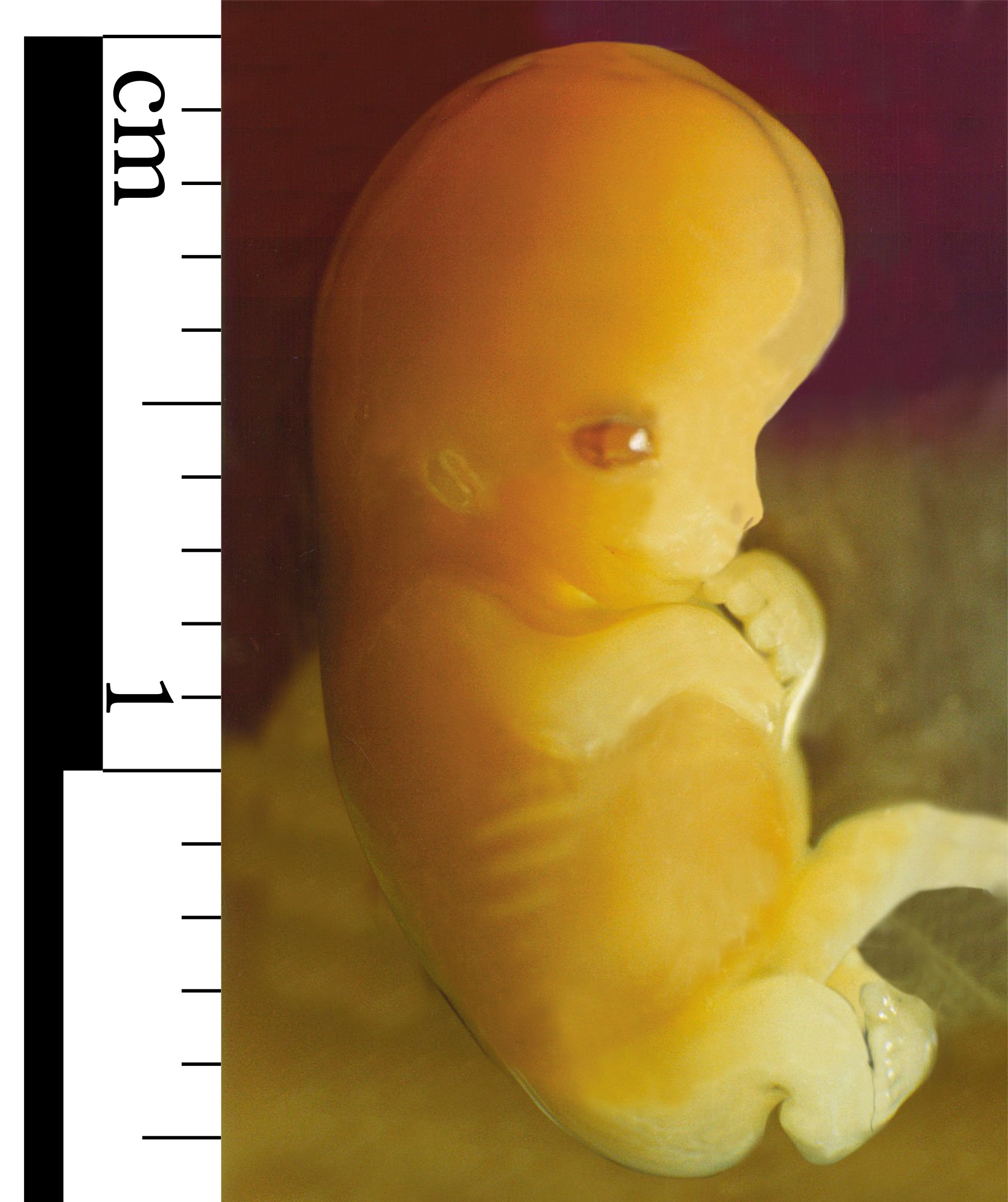
Embrió humà set setmanes després de la concepció.

### Animals
En els animals, la fecundació inicia el procés de desenvolupament embrionari amb la creació d'un zigot, una cèl·lula única resultant de la fusió de gàmetes (p. ex. òvul i esperma). El desenvolupament d'un zigot en un embrió pluricel·lular transcorre a través d'una sèrie d'etapes reconeixibles, sovint dividides en clivage, blàstula, gastrulació i organogènesi.
La clivage és el període de divisions cel·lulars mitòtiques ràpides que es produeixen després de la fecundació. Durant la divisió, la mida total de l'embrió no canvia, però la mida de les cèl·lules individuals disminueix ràpidament a mesura que es divideixen per augmentar el nombre total de cèl·lules. L'escissió dona lloc a una blàstula.
Depenent de l'espècie, un embrió en fase de blàstula o blastocist pot aparèixer com una bola de cèl·lules, o com una esfera buida de cèl·lules que envolten una cavitat mitjana. Les cèl·lules de l'embrió continuen dividint-se i augmentant en nombre, mentre que les molècules dins de les cèl·lules com els ARN i les proteïnes promouen activament processos clau de desenvolupament com l'expressió gènica, l'especificació del destí cel·lular i la polaritat. Abans d'implantar-se a la paret uterina, l'embrió es coneix de vegades com a embrió preimplantat. De vegades, això s'anomena preembrió per diferenciar-se d'un embrió pròpiament dit en relació amb els discursos de les cèl·lules mare embrionàries.
La gastrulació és la següent fase del desenvolupament embrionari, i implica el desenvolupament de dues o més capes de cèl·lules (capes germinals). Els animals que formen dues capes (com els Cnidaris) s'anomenen diploblàstics, i els que en formen tres (la majoria dels altres animals, des de cucs plans fins a humans) s'anomenen triploblàstics. Durant la gastrulació dels animals triploblàstics, les tres capes germinals que es formen s'anomenen ectoderm, mesoderm i endoderm. Tots els teixits i òrgans d'un animal madur poden remuntar el seu origen a una d'aquestes capes. Per exemple, l'ectoderm donarà lloc a l'epidermis de la pell i al sistema nerviós, el mesoderm donarà lloc al sistema vascular, músculs, ossos i teixits connectius, i l'endoderm donarà lloc a òrgans de l'aparell digestiu i l'epiteli de l'aparell digestiu i l'aparell respiratori. Molts canvis visibles en l'estructura embrionària es produeixen al llarg de la gastrulació, ja que les cèl·lules que formen les diferents capes germinals migren i fan que l'embrió prèviament rodó es plegui o s'invagini en una aparença de copa.
Passada la gastrulació, un embrió continua desenvolupant-se en un organisme pluricel·lular madur formant estructures necessàries per a la vida fora de l'úter o l'òvul. Com el seu nom indica, l'organogènesi és l'etapa del desenvolupament embrionari quan es formen els òrgans. Durant l'organogènesi, les interaccions moleculars i cel·lulars fan que determinades poblacions de cèl·lules de les diferents capes germinals es diferenciïn en tipus de cèl·lules específiques d'òrgans. Per exemple, en la neurogènesi, una subpoblació de cèl·lules de l'ectoderm es segrega d'altres cèl·lules i s'especialitza encara més per convertir-se en el cervell, la medul·la espinal o els nervis perifèrics.
El període embrionari varia d'espècie a espècie. En el desenvolupament humà, el terme fetus s'utilitza en lloc d'embrió després de la novena setmana després de la concepció, mentre que en el peix zebra, el desenvolupament embrionari es considera acabat quan es fa visible un os anomenat clèitrum. En els animals que es desclouen d'un ou, com els ocells, un animal jove normalment ja no es coneix com a embrió un cop ha eclosionat. En els animals vivípars (animals la descendència dels quals passa almenys un temps desenvolupant-se dins del cos d'un progenitor), la descendència normalment es coneix com a embrió mentre està dins dels progenitors, i ja no es considera un embrió després del naixement o la sortida del progenitor. No obstant això, l'extensió del desenvolupament i creixement que s'aconsegueix a l'interior d'un ou o progenitor varia significativament d'una espècie a una altra, tant que els processos que tenen lloc després de l'eclosió o el naixement d'una espècie poden tenir lloc molt abans d'aquests esdeveniments en una altra. Per tant, és habitual que els científics interpretin l'abast de l'embriologia de manera àmplia com l'estudi del desenvolupament dels animals.

### Plantes

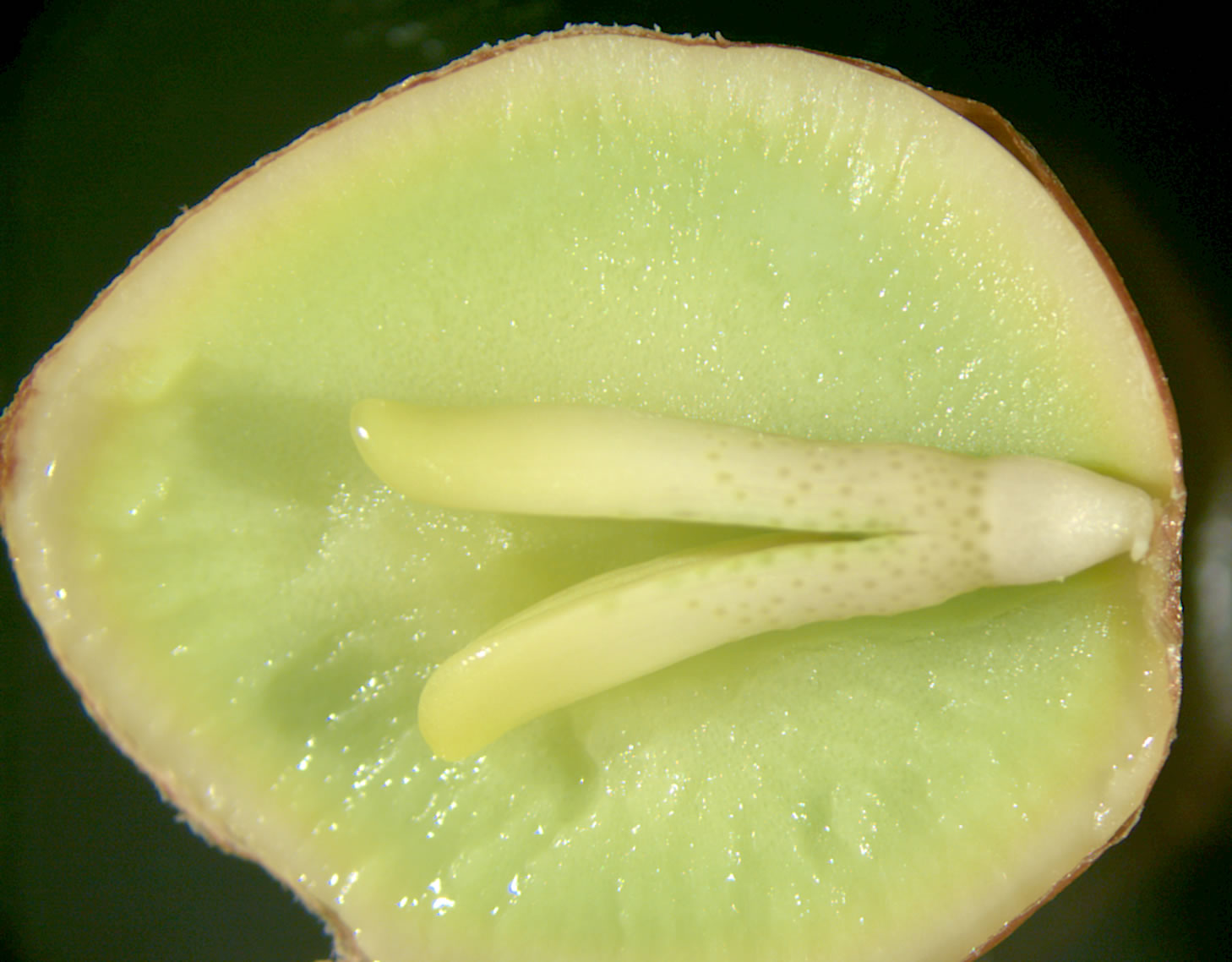
L'interior d'una llavor de Ginkgo, que mostra l'embrió

Les plantes amb flor (angiospermes) creen embrions després de la fecundació d'un òvul haploide pel pol·len. L'ADN de l'òvul i el pol·len es combinen per formar un zigot unicel·lular diploide que es convertirà en un embrió. El zigot, que es dividirà diverses vegades a mesura que avança al llarg del desenvolupament embrionari, és una part d'una llavor. Altres components de les llavors inclouen l'endosperma, que és un teixit ric en nutrients que ajudarà a mantenir l'embrió de la planta en creixement, i la coberta de les llavors, que és una coberta exterior protectora. La primera divisió cel·lular d'un zigot és asimètrica, donant lloc a un embrió amb una cèl·lula petita (la cèl·lula apical) i una gran (la cèl·lula basal). La cèl·lula petita i apical acabarà donant lloc a la majoria de les estructures de la planta madura, com ara la tija, les fulles i les arrels. La cèl·lula basal més gran donarà lloc al suspensor, que connecta l'embrió amb l'endosperma perquè els nutrients puguin passar entre ells. Les cèl·lules embrionàries vegetals continuen dividint-se i progressant a través d'etapes de desenvolupament anomenades pel seu aspecte general: globular, cor i torpede. En l'etapa globular, es poden reconèixer tres tipus bàsics de teixits (dèrmic, terrestre i vascular). El teixit dèrmic donarà lloc a l'epidermis o coberta exterior d'una planta, el teixit terrestre donarà lloc a material vegetal intern que funciona en la fotosíntesi, l'emmagatzematge de recursos i el suport físic, i el teixit vascular donarà lloc a teixit conjuntiu com el xilema i el floema que transporten fluids, nutrients i minerals per tota la planta. En l'etapa cardíaca, es formaran un o dos cotiledons (fulles embrionàries). Els meristemes (centres d'activitat de les cèl·lules mare) es desenvolupen durant una altra etapa i, finalment, produiran molts dels teixits madurs de la planta adulta al llarg de la seva vida. Al final del creixement embrionari, la llavor normalment quedarà latent fins a la germinació. Una vegada que l'embrió comença a germinar (creix a partir de la llavor) i forma la seva primera fulla veritable, s'anomena plàntula.
Les plantes que produeixen espores en comptes de llavors, com els briòfits i les falgueres, també produeixen embrions. En aquestes plantes, l'embrió comença la seva existència enganxat a l'interior de l'arquegoni sobre un gametòfit parental a partir del qual es va generar l'òvul. La paret interna de l'arquegonium es troba en estret contacte amb el "peu" de l'embrió en desenvolupament; aquest "peu" consisteix en una massa bulbosa de cèl·lules a la base de l'embrió que pot rebre nutrició del seu gametòfit progenitor. L'estructura i el desenvolupament de la resta de l'embrió varia segons el grup de plantes.
Com que totes les plantes terrestres creen embrions, se'ls coneix col·lectivament com a embriòfits (o pel seu nom científic, Embryophyta). Això, juntament amb altres característiques, distingeix les plantes terrestres d'altres tipus de plantes, com les algues, que no produeixen embrions.